# Gerusalemme Est
Gerusalemme Est (in arabo القدس الشرقية‎?, al-Quds; in ebraico מזרח ירושלים‎?), capitale proclamata dello Stato di Palestina, è la parte orientale di Gerusalemme, unilateralmente annessa da Israele nel 1967 dopo la guerra dei sei giorni.
La parte orientale della città include la Città Vecchia di Gerusalemme e alcuni dei luoghi considerati santi dalle religioni abramitiche (ebraismo, cristianesimo, islam), quali il Monte del Tempio, il Muro Occidentale, la moschea al-Aqsa, la basilica del Santo Sepolcro. Per "Gerusalemme Est" si può intendere tanto la zona sotto il dominio giordano nel periodo 1949-1967 (estesa su 6,4 km²), quanto tutta la zona successivamente annessa da Israele (estesa su 70 km²).
Secondo il piano di spartizione dell'ONU del 1947 tutta Gerusalemme avrebbe dovuto costituire un territorio internazionalizzato, enclave all'interno dello Stato arabo. Israele firmò il piano di spartizione, ma gli arabi lo rifiutarono. A seguito della guerra arabo-israeliana del 1948, Gerusalemme si ritrovò divisa in due zone: quella occidentale, abitata principalmente da popolazione ebraica, controllata da Israele; quella orientale, abitata principalmente da popolazione araba, controllata dalla Giordania. Gli arabi che vivevano nei sobborghi della zona occidentale, come Katamon e Malha, dovettero fuggire; lo stesso avvenne agli ebrei che vivevano nella zona orientale, come la Città Vecchia o la Città di David. L'unica zona orientale che Israele mantenne nei 19 anni del dominio giordano fu il monte Scopus, dove è situata l'Università Ebraica di Gerusalemme, che costituì un'enclave e pertanto non viene considerato parte di Gerusalemme Est.
Nel 1967, in seguito alla guerra dei sei giorni, la Cisgiordania venne occupata da Israele; lo stesso accadde per Gerusalemme Est ed alcuni villaggi circostanti.
Nel novembre 1967 il Consiglio di Sicurezza delle Nazioni Unite approvò la risoluzione 242, non vincolante, che chiedeva il «ritiro delle forze israeliane dai  territori occupati nel corso del recente conflitto».
Nel 1980, il parlamento israeliano approvò la cosiddetta "legge fondamentale" che proclamava unilateralmente «Gerusalemme, unita e indivisa […] capitale di Israele» senza tuttavia specificarne la territorialità.
Il Consiglio di Sicurezza dell'ONU nella risoluzione 478 del 1980, non vincolante, ha definito la "legge fondamentale" «nulla e priva di validità», «una violazione del diritto internazionale» e un «serio ostacolo al raggiungimento della pace in Medio Oriente».
Secondo il censimento Onu del marzo 2023, sono circa 230.000 i coloni israeliani che risiedono a Gerusalemme Est, fortemente voluto dai governi Netanyahu.

## Storia

### Gerusalemme sotto mandato britannico
Nel 1922, con un apposito Mandato, la Società delle Nazioni affidò l'amministrazione della Palestina al Regno Unito; tuttavia, nell'ottica della costituzione dell'ONU, la Società delle Nazioni venne sciolta e, in particolare, il 18 aprile 1946 «le sue funzioni rispetto ai territori mandatari» vennero dichiarate «terminate».
In una situazione incerta dal punto di vista legale (in assenza di un esplicito trasferimento di competenza sui mandati dalla Società delle Nazioni all'ONU) ed incandescente dal punto di vista geopolitico (con l'aggravarsi delle tensioni nei confronti della potenza mandataria, e nel quadro dei conflittuali intenti, arabo ed ebraico, di costruire un proprio Stato in Palestina), nel febbraio del 1947 il Regno Unito manifestò la propria intenzione di rinunciare unilateralmente al Mandato.
L'Assemblea Generale creò così un'apposita commissione (denominata UNSCOP, e formata da soli Paesi "minori" per prevenire un'eventuale posizione interessata sulla questione) deputata a decidere sullo status da attuare a partire dall'imminente ritiro britannico (fissato per il 14 maggio 1948); fu elaborato un piano di spartizione, in base al quale la Palestina veniva suddivisa in tre zone: uno Stato arabo, uno Stato ebraico, e una zona sotto amministrazione fiduciaria corrispondente alla popolosa area intorno a Gerusalemme (all'epoca abitata in modo rilevante sia da ebrei che da arabi). Quest'ultima avrebbe dovuto costituire un corpus separatum in cui sarebbe stato garantito il libero accesso a tutti i luoghi sacri; dopo dieci anni di status internazionale un referendum avrebbe risolto il problema della sovranità di Gerusalemme in accordo coi nuovi principi fondanti delle Nazioni Unite, in particolare quello di autodeterminazione dei popoli.
La proposta dell'UNSCOP fu formalizzata nella risoluzione 181 dell'Assemblea generale delle Nazioni Unite, approvata il 29 novembre con la contrarietà, tra gli altri, di tutti i paesi arabi e con la significativa astensione della Gran Bretagna, che giudicava il piano inadeguato. Il giorno successivo la Palestina fu scossa da gravi scontri fra arabi ed ebrei, che dettero inizio ad una guerra civile: ciò precluse la messa in atto di quanto previsto dalla risoluzione.

### Gerusalemme Est sotto occupazione giordana (aprile 1949 - giugno 1967)
Il 14 maggio 1948, un giorno prima che terminasse il mandato britannico, gli ebrei (che al momento controllavano parte della zona ovest della città) proclamavano per il giorno successivo la nascita dello Stato di Israele; in quel momento gli ebrei controllavano una zona sostanzialmente coincidente con quella prevista dal Piano di partizione, e una lingua di terra che giungeva sino a Gerusalemme, nella quale era interamente controllata la zona degli insediamenti ebraici. Il 15 maggio gli eserciti dei paesi arabi confinanti invasero il neonato Stato d'Israele.
Al termine dei combattimenti (marzo 1949) diversi accordi armistiziali suddivisero de facto la Palestina nelle zone controllate dai belligeranti al momento del cessate il fuoco: Israele, dopo alterne vicende, si era ulteriormente allargato estendendosi praticamente su tutta la Palestina ad eccezione della striscia di Gaza, controllata dall'Egitto, e della Cisgiordania, controllata dalla Giordania; in assenza di trattati internazionali tra le parti in causa (come pure di reciproco riconoscimento) le linee di demarcazione non divennero mai dei confini de jure; in particolare la "Linea Verde" che separava le zone israeliana e giordana finì per dividere Gerusalemme in una parte est, contenente la città vecchia con i luoghi sacri più alcuni quartieri orientali minori, sotto il controllo giordano, e una parte ovest, di più recente edificazione e sede dei principali insediamenti ebraici, sotto quello israeliano.
Nel 1950 Israele proclamò Gerusalemme propria capitale, trasferendo i principali enti amministrativi nella parte ovest della città; successivamente la Giordania proclamò l'annessione della Cisgiordania, dunque anche di Gerusalemme Est.

### Gerusalemme riunita sotto amministrazione israeliana (giugno 1967 - oggi)
La situazione nel settore rimase congelata sino al giugno 1967 quando, al termine della guerra dei sei giorni, Israele controllava una regione più ampia della Palestina mandataria (comprendente pure il Sinai egiziano e il Golan siriano); delle nuove conquiste, la sola regione su cui Israele abbia rivendicato la propria sovranità sarebbe stata proprio Gerusalemme Est. La susseguente risoluzione 242 del Consiglio di Sicurezza tracciò le linee guida del futuro processo di pace in termini del «ritiro delle forze israeliane» (interpretato da alcuni come ritiro totale, da altri come ritiro parziale) e del contestuale diritto (in particolare di Israele) «a vivere in pace all'interno di frontiere sicure e riconosciute» (senza però in alcun modo specificare né le linee di frontiera, né l'iter per il reciproco riconoscimento tra i vari attori).
Da allora la Cisgiordania è considerata, invece che territorio conteso, territorio sotto occupazione militare israeliana soggetto alla Quarta Convenzione di Ginevra; quindi, poiché generalmente con il termine Cisgiordania (in inglese West Bank, sponda ovest del Giordano) si fa riferimento alla zona di occupazione giordana nel ventennio 1949-1967, anche Gerusalemme Est viene considerata di conseguenza territorio occupato.
Da parte israeliana sia l'etichetta di territorio occupato, sia l'applicabilità della Convenzione di Ginevra sono state contestate più volte e a vari livelli; esiste anche la diffusa tendenza a non considerare l'area metropolitana di Gerusalemme ad est della Linea Verde come parte della Cisgiordania (pensandola piuttosto come parte integrante di Israele), quindi quand'anche da parte israeliana di tanto in tanto si sia convenuto sullo status di territorio occupato per la Cisgiordania, non necessariamente quell'attribuzione ha riguardato Gerusalemme Est.
Nel 1980 con la risoluzione 478 del Consiglio di Sicurezza dell'ONU si  invitò ogni Stato membro a non accettare la nuova legge e a spostare le proprie missioni diplomatiche fuori dalla città; dal 1980 al 1984 e di nuovo a partire dal 2006 la municipalità di Gerusalemme non ha ospitato alcuna ambasciata straniera.
Negli anni novanta la questione della sovranità su Gerusalemme, in particolare su Gerusalemme Est, è stata un punto cruciale del processo di pace tra Israele ed Autorità Nazionale Palestinese (ANP); proprio l'incapacità di raggiungere un accordo su Gerusalemme Est è stata decisiva nel far arenare i negoziati.
A partire dal 1967 le autorità israeliane hanno incentivato il processo di insediamento residenziale della popolazione ebraica nei territori di Gerusalemme Est. Dal 1967 a oggi sono state costruite circa 51.000 abitazioni destinate alla popolazione ebraica (gran parte delle quali realizzate con il sostegno e il finanziamento pubblico). Oggi a Gerusalemme Est risiedono circa 200.000 ebrei (il 39% della popolazione ebraica della città). I piani urbanistici prevedono per il futuro un ulteriore incremento di tale quota (ad esempio il Jerusalem Master Plan prevede la realizzazione di circa 38.000 nuove abitazioni ebraiche a Gerusalemme Est). Secondo Romann e Weingrod, studiosi israeliani, lo scopo di questo processo di insediamento ebraico è quello di «prevenire ogni futuro tentativo di ridividere la città o di sottrarre il territorio di Gerusalemme Est della sovranità e dal controllo di Israele».

## Status
Nel 1980 il parlamento israeliano ha emanato una legge fondamentale che proclamava Gerusalemme «unita ed indivisa» capitale di Israele; la risoluzione 478 del Consiglio di Sicurezza dell'ONU giudicò quest'atto contrario alle leggi internazionali.
Nella Dichiarazione di Indipendenza della Palestina, proclamata dall'OLP nel 1988, si stabilisce che Gerusalemme è la capitale dello Stato di Palestina; nel 2000 l'ANP ha promulgato una legge che designa Gerusalemme Est come tale, e nel 2002 tale legge è stata ratificata dal presidente Arafat.
La posizione ufficiale palestinese su Gerusalemme prevede:
- Gerusalemme Est è un territorio occupato, in accordo con la risoluzione 242 del Consiglio di Sicurezza delle Nazioni Unite, ed è parte di quel territorio su cui uno Stato palestinese, quando sarà creato, eserciterà la sua sovranità.
- Secondo i trattati precedentemente stipulati tra OLP e Israele, lo status di Gerusalemme (tutta, non solo Gerusalemme Est) è ancora da negoziare.
- Gerusalemme deve essere città aperta liberamente accessibile, e rimanere indivisa a prescindere dalla soluzione sulla questione della sovranità.
- Lo Stato palestinese si impegna a garantire la libertà di culto e la protezione dei luoghi di importanza religiosa.

La risoluzione 478 dell'agosto del 1980 del Consiglio di Sicurezza delle Nazioni Unite su Gerusalemme favorisce la sopra citata legge dell'ANP rispetto alla, pur precedente, legge fondamentale israeliana:
1. Censura nei termini più categorici la messa in atto di Israele della legge fondamentale su Gerusalemme e il rifiuto di ottemperare con le risoluzioni del Consiglio di Sicurezza;
2. Conferma che la messa in atto della legge fondamentale di Israele costituisce una violazione del diritto internazionale e non influisce sull'applicazione della Convenzione di Ginevra riguardo alla Protezione delle Persone in Tempo di Guerra, del 12 agosto 1949, in Palestina e in altri territori arabi occupati dal giugno 1967, inclusa Gerusalemme;
3. Determina che tutte le misure legislative e amministrative intraprese da Israele, la potenza occupante, che hanno alterato o cercato di alterare i termini e lo status della Città Santa di Gerusalemme, ed in particolare la recente legge fondamentale su Gerusalemme, sono nulle e prive di validità e devono essere stralciate immediatamente;
4. Afferma inoltre che quest'atto costituisce un serio ostacolo al raggiungimento di una pace completa, giusta e duratura in Medio Oriente;
5. Decide di non riconoscere la legge fondamentale e altre azioni simili di Israele che, come risultato di questa legge, cerchino di alterare i termini e lo status di Gerusalemme.

La risoluzione 2334 del 23 dicembre del 2016 del Consiglio di Sicurezza delle Nazioni Unite chiede ad Israele di porre fine alla sua politica di insediamenti nei territori palestinesi, inclusa Gerusalemme est e:

Esprimendo grave preoccupazione per il fatto che le continue attività di colonizzazione israeliane stanno mettendo pericolosamente in pericolo la possibilità di una soluzione dei due Stati in base ai confini del 1967(...)»
(Risoluzione 2334 del Consiglio di sicurezza delle Nazioni Unite)

## Società

### Sindaci di Gerusalemme Est
Fino al 1967 ci fu un'amministrazione giordana, poi il sindaco fu unico per l'intera Gerusalemme.
- Anwar Al-Khatib (1948-1950)
- Aref al-Aref (1950-1951)
- Hanna Atallah (1951-1952)
- Omar Wa'ari (1952-1955)
- Ruhi al-Khatib (1957-1967)
- Amin al-Majaj (1967-1999) (titolare)
- Teddy Kollek (1967-1993) (intera Gerusalemme)

## Amministrazione
Amministrativamente Israele la include nel Distretto di Gerusalemme, l'ANP nel Governatorato di Gerusalemme.

### Gemellaggi
- Fez[senza fonte]